# 60년

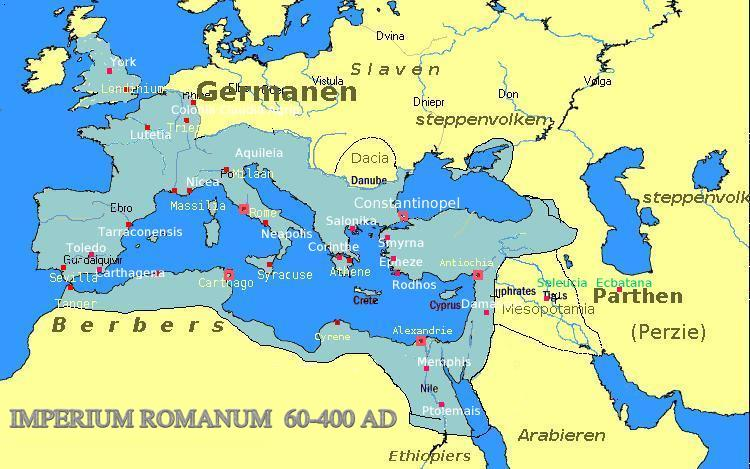
60년의 로마 제국

## 연호
- 후한(後漢) 영평(永平) 3년

## 기년
- 후한(後漢) 명제(明帝) 3년
- 신라(新羅) 탈해 이사금(脫解泥師今) 4년
- 고구려(高句麗) 태조대왕(太祖大王) 8년
- 백제(百濟) 다루왕(多婁王) 33년

## 사건
- 2월 10일 - 사도 바울이 탄 배가 난파해 몰타에 도착하다.